# 天文本源氏物語系図
天文本源氏物語系図（てんぶんぼんげんじものがたりけいず）は、源氏物語系図の一つ。

## 概要
天文19年6月27日（1550年8月9日）日付の奥書を持つため、「天文本」と呼ばれている。この系統の源氏物語系図の写本は一つも現存していないが、江戸時代に刊行され源氏物語の版本の中で最も普及した『湖月抄』の首巻に年立などとともに附載されているため、最もよく知られた源氏物語系図の一つになっている。
長享2年（1488年）に「実隆本」と呼ばれる三条西実隆によって整えられた源氏物語系図が出来てからは、それまでさまざまに存在した現在「古系図」と呼ばれる源氏物語系図は流行らなくなり実隆本の流れを汲む源氏物語系図が主流となっていった。しかしながら実隆本の成立以後も全てが実隆本の流れを受け継ぐものだけになったのでは無く、この天文本源氏物語系図も最初の「実隆本」が成立した長享2年（1488年）より後の成立でありながら直接には「実隆本」を受け継がない古系図に属する源氏物語系図である。

## 内容
全体としては「九条家本」系統、「為氏本」系統、「正嘉本」系統などさまざまな系統の伝本の要素を取り込んだ混成本としての性格を持っている。

### 奥書
この天文本源氏物語系図の巻末には以下のような識語が附されている。
- 「此一冊依桂蔵主所望、以家本加書写者也
天文十九年六月　日　桃華宋央判
同廿七日一校合
愚案此系図之人名及注之小書等不審之事不少也、蓋以河内本・青表紙等之本有差異之故乎、且又展転書写之誤乎、雖然今任所持之一本而強不加私勘考者也、追而以正本可改矣」

上記の識語から、この天文本源氏物語系図は天文十九年六月に「桃華宋央」なる人物が人の求めに応じて書写したものであることがわかる。「桃華宋央」とは桃華家の異称を持つ一条家の人物であると考えられる。この時点で一条家の当主であったのは一条兼冬（享禄2年（1529年） - 天文23年2月1日（1554年3月14日））であるが同人であるかどうかは不明である。

### 記載されている人物の数
本系図の系譜部分には189人の人物が収められている。この人数を系譜部分に記載されている人物の数について、「系図に収録されている系譜部分の人数が少ないほど古く原型に近いものである」とする常磐井和子の唱えた法則に当てはめると、
- 九条家本古系図 117人（ただし欠損部分を近い系統の古系図で補うと133人から134人であると考えられる）
- 秋香台本古系図 133人
- 帝塚山短期大学蔵本古系図 133人
- 吉川本古系図 137人
- 伝為定本古系図 141人
- 国文研本古系図 163人
- 日本大学蔵本古系図 174人
- 為氏本古系図 177人
- 東京大学蔵本古系図 178人
- 伝清水谷実秋筆本古系図 179人（B本・C本、専修寺秋香台文庫蔵）
- 安養尼本古系図 189人
- 天文本古系図 187人
- 源氏物語巨細 189人
- 鶴見大学本古系図 189人
- 神宮文庫蔵本古系図 191人
- 正嘉本古系図 210人から214人（ただし東海大学蔵本の現存部分のみだと202人）
- 学習院大学蔵本古系図 215人
- 伝後光厳院筆本古系図 235人

となり、天文本のこの189人という人数は、さまざまな古系図の中でもかなり増補された伝本の系統であると考えられる

### 人物の配列
人物の配列について、全体としては古系図一般と同様のものであるものの、部分的にまず長子以下の子をすべて記述し、その後「父親→長子→次子→長子の長子→長子の次子→次子の長子→次子の次子」といった順序で記述していくという古系図とは異なる実隆本が始めた親の世代、子の世代、孫の世代がそれぞれまとまって記述される「下の世代から上の世代に戻ることのない配置」よいう原則によって記述されているといった点に実隆本からの影響も見て取る事が出来るとの見解もある。

### 巻末の記述
巻末には系譜部分の後に、「不入系図人々」、「巻の次第」、「清少納言作加巻々名」、「古物語名」、「源氏数本事」といった項目が附されている。「巻の次第」はいわゆる巻名目録であるが、巻名の後に巻名の由来と各巻における光源氏の年齢が付記されるなど、一条兼良による源氏物語年立の影響が見て取れる（湖月抄には詳細な「年立」そのものはこの「系図」の中に含まれるものとは別に含まれている）ものであり、『大乗院寺社雑事記』に収められた一条兼良の子であり奈良興福寺の大乗院門跡であった尋尊大僧正の1450年（宝徳2年）から1508年（永正5年）にわたり著した日記「尋尊大僧正記」の文明10年7月28日（1478年8月26日）条に記された巻名目録に近いものである。またこの後に続く「清少納言作加巻々名」として「桜人、巣守、八橋、さしぐし、花見、嵯峨野上、嵯峨野下」といった巻名を挙げ、「古物語名」として伊勢、竹取、うつぼ、狭衣、正三位、隠蓑、岩屋、おちくぼ、住吉、浜松、こまのゝ、かた野の少将物語、唐守、大和など15の古物語の名前を挙げ、「源氏数本事」として、行成卿自筆（今世に伝わらず）、源親行本（八本校合本）、冷泉中納言朝隆本、堀川左大臣俊房本（号黄表紙）、従一位麗子本、法性寺関白本、五条三位俊成卿本、京極中納言定家本（号青表紙）という、河海抄とほぼ同様の河内本のもとになったとされている8つの写本の名前を挙げている。これらの記述は古系図の中では「為氏本」や「正嘉本」などに附されたものにも近いものであり、これらの記述も『大乗院寺社雑事記』の文明10年7月28日の条に収められたものとは極めて近いものである。その他主要な注釈書として紫明抄や河海抄といった名称を列挙しているがこれは古系図には見られないものであるものの、『大乗院寺社雑事記』の文明10年7月28日の条に収められたものとは極めて近いものである。

## 本文
- 有川武彦増注北村季吟『源氏物語湖月抄 上』講談社学術文庫、講談社、1982年（昭和57年）5月10日、pp. 43-108。 ISBN 4-0615-8314-X